# Crypsiptya megaptyona
Crypsiptya megaptyona là một loài bướm đêm trong họ Crambidae.